# 薩溫 (科澤列齊區)
50°49′45″N 30°56′23″E / 50.82917°N 30.93972°E
薩溫（烏克蘭語：Савин）是位於烏克蘭北部切爾尼希夫州裏切爾尼希夫區的村莊，始建於1729年，面積3.29平方公里，海拔高度116米，2014年人口463，人口密度每平方公里182.4人。